# ATP Finals 2019
De ATP Finals 2019 werden van 10 tot en met 17 november 2019 gehouden in The O2 Arena in Londen. Er werd indoor op hardcourtbanen gespeeld. Het deelnemersveld bestond uit de beste acht spelers/dubbels van de ATP Rankings.

## Enkelspel

### Deelnemers
De acht geplaatste spelers:
| Nr. | Speler             | Ranking | Resultaat    |
| --- | ------------------ | ------- | ------------ |
| 1.  | Rafael Nadal       | 1       | groepsfase   |
| 2.  | Novak Đoković      | 2       | groepsfase   |
| 3.  | Roger Federer      | 3       | halve finale |
| 4.  | Daniil Medvedev    | 4       | groepsfase   |
| 5.  | Dominic Thiem      | 5       | runner-up    |
| 6.  | Stéfanos Tsitsipás | 6       | winnaar      |
| 7.  | Alexander Zverev   | 7       | halve finale |
| 8.  | Matteo Berrettini  | 8       | groepsfase   |

### Prijzengeld en ATP-punten
| Resultaat                    | Prijzengeld      | ATP-punten |
| ---------------------------- | ---------------- | ---------- |
| winnaar zonder nederlaag     | $ 2.871.000      | 1500       |
| winnaar                      | GF + $ 2.011.000 | GF + 900   |
| finale                       | GF + $ 657.000   | GF + 400   |
| groepsfase (per overwinning) | $ 215.000        | 200        |
| deelnemers                   | $ 215.000        |            |
| vervangers                   | $ 116.000        |            |

GF = Resultaten behaald in de groepsfase

### Groepsfase
De eindstand in de groepsfase wordt bepaald door achtereenvolgend te kijken naar eerst het aantal overwinningen in combinatie met het aantal wedstrijden. Mochten er dan twee spelers gelijk staan wordt er naar het onderling resultaat gekeken. Mocht het aantal overwinningen en wedstrijden bij drie of vier spelers gelijk zijn, valt degene die minder dan drie wedstrijden heeft gespeeld sowieso af en wordt er vervolgens gekeken naar het percentage gewonnen sets en eventueel gewonnen games. Als er dan nog steeds geen ranglijst opgemaakt kan worden dan beslist de ATP-ranglijst opgemaakt na het ATP-toernooi van Parijs.

#### Groep Andre Agassi
|                    |                    | score               |
| ------------------ | ------------------ | ------------------- |
| Stéfanos Tsitsipás | Daniil Medvedev    | 7-6(5), 6-4         |
| Alexander Zverev   | Rafael Nadal       | 6-2, 6-4            |
| Rafael Nadal       | Daniil Medvedev    | 6-7(3), 6-3, 7-6(4) |
| Stéfanos Tsitsipás | Alexander Zverev   | 6-3, 6-2            |
| Rafael Nadal       | Stéfanos Tsitsipás | 6-7(4), 6-4, 7-5    |
| Alexander Zverev   | Daniil Medvedev    | 6-4, 7-6(4)         |

| Nr. | Speler             | Wedstrijd w-v | Sets w-v | Games w-v |
| --- | ------------------ | ------------- | -------- | --------- |
| 1   | Stéfanos Tsitsipás | 2-1           | 5-2      | 41-34     |
| 2   | Alexander Zverev   | 2-1           | 4-2      | 30-28     |
| 3   | Rafael Nadal       | 2-1           | 4-4      | 44-44     |
| 4   | Daniil Medvedev    | 0-3           | 1-6      | 36-45     |

#### Groep Björn Borg
|                   |                   | score               |
| ----------------- | ----------------- | ------------------- |
| Novak Đoković     | Matteo Berrettini | 6-2, 6-1            |
| Dominic Thiem     | Roger Federer     | 7-5, 7-5            |
| Roger Federer     | Matteo Berrettini | 7-6(2), 6-3         |
| Dominic Thiem     | Novak Đoković     | 6-7(5), 6-3, 7-6(5) |
| Matteo Berrettini | Dominic Thiem     | 7-6(3), 6-3         |
| Roger Federer     | Novak Đoković     | 6-4, 6-3            |

| Nr. | Speler            | Wedstrijd w-v | Sets w-v | Games w-v |
| --- | ----------------- | ------------- | -------- | --------- |
| 1   | Dominic Thiem     | 2-1           | 4-3      | 42-39     |
| 2   | Roger Federer     | 2-1           | 4-2      | 35-30     |
| 3   | Novak Đoković     | 1-2           | 3-4      | 35-34     |
| 4   | Matteo Berrettini | 1-2           | 2-4      | 25-34     |

### Eindfase
|  | Halve finale | Halve finale       | Halve finale  | Halve finale | Halve finale |    |                    | Finale | Finale | Finale | Finale | Finale |
|  |              |                    |               |              |              |    |                    |        |        |        |        |        |
|  | 6            | Stéfanos Tsitsipás | 6             | 6            |              |    |                    |        |        |        |        |        |
|  | 3            | Roger Federer      | 3             | 4            |              |    |                    |        |        |        |        |        |
|  | 3            | Roger Federer      | 3             | 4            |              | 6  | Stéfanos Tsitsipás | 6      | 6      | 7      |        |        |
|  |              |                    |               |              |              | 6  | Stéfanos Tsitsipás | 6      | 6      | 7      |        |        |
|  |              | 5                  | Dominic Thiem | 7            | 2            | 64 |                    |        |        |        |        |        |
|  | 5            | 5                  | Dominic Thiem | 7            | 2            | 64 | Dominic Thiem      | 7      | 6      |        |        |        |
|  | 5            |                    |               |              |              |    | Dominic Thiem      | 7      | 6      |        |        |        |
|  | 7            | Alexander Zverev   | 5             | 3            |              |    |                    |        |        |        |        |        |

## Dubbelspel

### Deelnemers
De acht geplaatste teams:
| Nr. | Team                                      | Ranking | Resultaat    |
| --- | ----------------------------------------- | ------- | ------------ |
| 1.  | Juan Sebastián Cabal Robert Farah Maksoud | 1       | halve finale |
| 2.  | Łukasz Kubot Marcelo Melo                 | 2       | halve finale |
| 3.  | Kevin Krawietz Andreas Mies               | 3       | groepsfase   |
| 4.  | Rajeev Ram Joe Salisbury                  | 4       | groepsfase   |
| 5.  | Raven Klaasen Michael Venus               | 5       | runners-up   |
| 6.  | Jean-Julien Rojer Horia Tecău             | 6       | groepsfase   |
| 7.  | Pierre-Hugues Herbert Nicolas Mahut       | 8       | winnaars     |
| 8.  | Ivan Dodig Filip Polášek                  | 9       | groepsfase   |

### Prijzengeld en ATP-punten
| Resultaat                    | Prijzengeld   | ATP-punten |
| ---------------------------- | ------------- | ---------- |
| winnaar zonder nederlaag     | $ 533.000     | 1500       |
| winnaar                      | GF+ $ 310.000 | GF+900     |
| finale                       | GF+ $ 106.000 | GF+400     |
| groepsfase (per overwinning) | $ 40.000      | 200        |
| deelnemers                   | $ 103.000     |            |
| vervangers                   | $ 40.000      |            |

De Amerikanen Bob Bryan en Mike Bryan waren oorspronkelijk eveneens gekwalificeerd, maar beëindigden hun seizoen na de US Open.

### Groepsfase
De eindstand in de groepsfase wordt bepaald door achtereenvolgend te kijken naar eerst het aantal overwinningen in combinatie met het aantal wedstrijden. Mochten er dan twee koppels gelijk staan wordt er naar het onderling resultaat gekeken. Mocht het aantal overwinningen en wedstrijden bij drie of vier koppels gelijk zijn, valt het koppel dat minder dan drie wedstrijden heeft gespeeld sowieso af en wordt er vervolgens gekeken naar het percentage gewonnen sets en eventueel gewonnen games. Als er dan nog steeds geen ranglijst opgemaakt kan worden dan beslist de ATP-ranglijst opgemaakt na het ATP-toernooi van Parijs.

#### Groep Maks Mirni
|                                           |                                           | score               |
| ----------------------------------------- | ----------------------------------------- | ------------------- |
| Kevin Krawietz Andreas Mies               | Jean-Julien Rojer Horia Tecău             | 7-6(3), 4-6, [10-6] |
| Pierre-Hugues Herbert Nicolas Mahut       | Juan Sebastián Cabal Robert Farah Maksoud | 6-3, 7-5            |
| Jean-Julien Rojer Horia Tecău             | Juan Sebastián Cabal Robert Farah Maksoud | 6-2, 5-7, [10-8]    |
| Pierre-Hugues Herbert Nicolas Mahut       | Kevin Krawietz Andreas Mies               | 7-5, 7-6(3)         |
| Juan Sebastián Cabal Robert Farah Maksoud | Kevin Krawietz Andreas Mies               | 7-6(7), 6-2         |
| Pierre-Hugues Herbert Nicolas Mahut       | Jean-Julien Rojer Horia Tecău             | 6-3, 7-6(4)         |

| Nr. | Team                                      | Wedstrijd w-v | Sets w-v | Games w-v |
| --- | ----------------------------------------- | ------------- | -------- | --------- |
| 1   | Pierre-Hugues Herbert Nicolas Mahut       | 3-0           | 6-0      | 40-28     |
| 2   | Juan Sebastián Cabal Robert Farah Maksoud | 1-2           | 3-4      | 30-33     |
| 3   | Jean-Julien Rojer Horia Tecău             | 1-2           | 1-4      | 33-34     |
| 4   | Kevin Krawietz Andreas Mies               | 1-2           | 2-5      | 31-39     |

#### Groep Jonas Björkman
|                             |                             | score               |
| --------------------------- | --------------------------- | ------------------- |
| Raven Klaasen Michael Venus | Rajeev Ram Joe Salisbury    | 6-3, 6-4            |
| Łukasz Kubot Marcelo Melo   | Ivan Dodig Filip Polášek    | 4-6, 6-4, [10-5]    |
| Rajeev Ram Joe Salisbury    | Ivan Dodig Filip Polášek    | 3-6, 6-3, [10-6]    |
| Raven Klaasen Michael Venus | Łukasz Kubot Marcelo Melo   | 6-3, 6-4            |
| Łukasz Kubot Marcelo Melo   | Rajeev Ram Joe Salisbury    | 6-7(5), 6-4, [10-7] |
| Ivan Dodig Filip Polášek    | Raven Klaasen Michael Venus | 7-6(4), 6-4         |

| Nr. | Team                        | Wedstrijd w-v | Sets w-v | Games w-v |
| --- | --------------------------- | ------------- | -------- | --------- |
| 1   | Raven Klaasen Michael Venus | 2-1           | 4-2      | 34-27     |
| 2   | Łukasz Kubot Marcelo Melo   | 2-1           | 4-4      | 31-34     |
| 3   | Rajeev Ram Joe Salisbury    | 1-2           | 3-5      | 29-34     |
| 4   | Ivan Dodig Filip Polášek    | 1-2           | 4-4      | 32-31     |

### Eindfase
|  | Halve finale | Halve finale                              | Halve finale                | Halve finale | Halve finale |                             |                                     | Finale | Finale | Finale | Finale | Finale |
|  |              |                                           |                             |              |              |                             |                                     |        |        |        |        |        |
|  | 7            | Pierre-Hugues Herbert Nicolas Mahut       | 6                           | 7            |              |                             |                                     |        |        |        |        |        |
|  | 2            | Łukasz Kubot Marcelo Melo                 | 3                           | 64           |              |                             |                                     |        |        |        |        |        |
|  | 2            | Łukasz Kubot Marcelo Melo                 | 3                           | 64           |              | 7                           | Pierre-Hugues Herbert Nicolas Mahut | 6      | 6      |        |        |        |
|  |              |                                           |                             |              |              | 7                           | Pierre-Hugues Herbert Nicolas Mahut | 6      | 6      |        |        |        |
|  |              | 5                                         | Raven Klaasen Michael Venus | 3            | 4            |                             |                                     |        |        |        |        |        |
|  | 5            | 5                                         | Raven Klaasen Michael Venus | 3            | 4            | Raven Klaasen Michael Venus | 65                                  | 7      | [10]   |        |        |        |
|  | 5            |                                           |                             |              |              | Raven Klaasen Michael Venus | 65                                  | 7      | [10]   |        |        |        |
|  | 1            | Juan Sebastián Cabal Robert Farah Maksoud | 7                           | 610          | [6]          |                             |                                     |        |        |        |        |        |